# Meine böse Freundin
Meine böse Freundin ist ein dramatischer Fernsehfilm von Maris Pfeiffer aus dem Jahr 2007.

## Handlung
Fünfzig Minuten läuft die siebzehnjährige Ellen mit ihren Mitschülern am Kölner Ufer des Rheins entlang. Dann beendet die Sportlehrerin das Lauftraining. Aber Ellen, die nicht gefrühstückt hat, läuft einfach weiter, die Rufe der Lehrerin ignorierend. Sie will nicht aufhören zu laufen und wird erst durch einen Kreislaufzusammenbruch, den sie erleidet, gestoppt. Im Krankenhaus wacht sie auf. An ihrem Bett stehen ihre Eltern, die eine schwere Ehekrise haben. Ihre Mutter, die Moderatorin der Talk-Show „Leben lernen“ ist, welche sich mit sozialen Problemen beschäftigt, ist sofort gekommen, um sie zu besuchen, auch wenn sie dafür eine Sendung verschieben musste. Ellens Vater ist der sie behandelnde Krankenhausarzt. Er behält sie für zwei Tage zur Beobachtung in der Klinik.
Am Abend wird Ellen von einer neuen Mitschülerin namens Isa Schindler besucht. Diese bringt ihr Blumen, grüßt sie von der Klasse und spricht mit ihr. Isa, die Ellens Zusammenbruch beobachtete, glaubt, dass Ellen sich zu Tode laufen wollte und zeigt sich beeindruckt davon. Isas Eltern sind nicht reich. Ihre Mutter liegt nach einem Schlaganfall im Pflegeheim. Zu ihrem Vater hat sie keinerlei Kontakt mehr. Die Achtzehnjährige lebt bei ihrer Schwester, die in einer Bar arbeitet und deren Privatleben nur aus Partys besteht. So findet Isa zu Hause keine Ruhe. Mit ihrem Lehrer Wolf Kühn, der die Theatergruppe der Schule leitet, in der sie mitspielt, hat sie ein sexuelles Verhältnis.
Ellens Mathe-, Englisch- und Chemie-Noten sind schlecht und so ist es nicht sicher, dass sie das Abitur schaffen wird. Ihr Vater zeigt sich in dieser Frage nicht sonderlich streng, Ellen soll sich damit nicht zu sehr belasten. Man lebe auch ohne Abitur. Andere Fähigkeiten Ellens würden ihre Eltern ungefragt anerkennen. Zurück in der Schule darf Ellen bei Isa während der Matheklausur erfolgreich abschreiben. Ellen, die sich angesichts ihrer stetig arbeitenden Eltern einsam fühlt, glaubt in Isa eine Freundin gefunden zu haben und geht mit ihr am Abend tanzen. Dabei gibt Isa ihre Schwester, die gerade in der Tanzbar arbeitet, als Geschäftsführerin und ihre Mutter aus. Nachdem die beiden Gymnasiastinnen getanzt haben, nutzt Ellen die Gelegenheit und hinterfragt Isas Vermutung, dass sie sich umbringen wollte. Isa erklärt jedoch darauf, das falsche Lebensprinzip setze sich im falschen Tötungsprinzip fort. Ununterbrochenes Laufen bis zur völligen Erschöpfung und damit bis zum Herzstillstand werde funktionieren, auch wenn dies verrückt ist. Aber das Leben sei schön, meint Isa und küsst die verwirrte Ellen auf den Mund.
Als Isa Ellen um dreihundert Euro für die Fahrprüfung bittet, gibt diese ihr das Geld. Darüber hinaus kauft Ellen sogar noch ein Auto von ihrem Geld und lernt dabei David kennen, der mit Autoverkauf sein Medizinstudium finanziert. Isa, die soeben die Fahrprüfung bestanden hat, zeigt sich vom Autogeschenk wenig begeistert und nimmt es nicht an. Denn die reiche Ellen kaufe, so argumentiert sie, der armen Isa ein Auto und damit zugleich auch Isa selbst. Zufällig sieht Ellen, wie ihre Mutter sich in inniger Berührung mit einem Kollegen in der Stadt zeigt. Ellen stellt ihre Mutter zur Rede und wirft ihr vor, sie mache sich lächerlich. Die Mutter antwortet mit einer Backpfeife. Auch ihren Vater stellt sie zur Rede und fragt diesen, ob die beiden sich trennen würden. Aber ihr Vater erklärt, dass die Sache nicht so einfach sei und erklärt auf Ellens Nachfrage hin, dass sie einander noch lieben würden.
Ohne Führerschein fährt Ellen mit dem neuen Auto beinahe an einer Wegkreuzung gegen einen Baum, nimmt sich dabei scheinbar fast das Leben. Doch ähnlich wie bereits zuvor beim Lauftraining, kommt es nicht so weit, denn das Auto bleibt kurz vor dem Baum einfach liegen. Die herbeigerufene Isa steigt wenig später an der nahegelegenen Haltestelle aus einem Bus aus. Im folgenden Gespräch distanziert sich Isa von der Freundschaft zu Ellen. Sie gibt zu, dass sie hinsichtlich ihrer Mutter gelogen habe und meint, dass eine Mutter, die in der Psychiatrie wäre, wohl genauso schmerzlich sei wie eine Mutter, die als fragwürdige Psychologin im Fernsehen auftrete. Ellen benachrichtigt den Autohändler David, denn der Motor stottere. David kommt und repariert den Wagen, indem er ihn betankt. Am nächsten Tag hat Isa sich die Sache mit dem Wagen überlegt. Sie hilft Ellen erneut bei einer Klausur und nimmt dafür das Auto an. Ellens Mutter gefällt Isa nicht und sie ist darüber hinaus nicht mit dem Geschenk einverstanden. Sie glaubt nicht an eine Freundschaft, bei der ein solch teures Geschenk eine Rolle spielt. Kurz darauf trennt sich Ellens Vater von der Mutter und zieht aus.
Ellen, die nicht weiß, dass Isas Mutter wohl bald sterben wird, unterbreitet Isa den Vorschlag, mit Isas Mutter zusammen in die Ferien zu fahren. Ellen und Isa gehen bald darauf ins Pflegeheim und holen Isas Mutter aus dem Heim, ohne dass Isas Schwester Marlene davon weiß. Der besorgten Pflegeschwester erklärt Isa auch nur, dass sie für eine Stunde spazieren gehen würden. Aber der Ausflug dauert länger. Isa fährt das neue Auto, ihre Mutter scheint auf dem Beifahrersitz wirklich glücklich zu sein. In einem Hotel steigen sie ab. Isa schiebt ihre Mutter am Abend noch ein wenig in der nahgelegenen Gegend umher. Nach der Rückkehr ins Hotelzimmer stellt sie plötzlich fest, dass ihre Mutter im Bett verstorben ist. Verstört meint sie zu Ellen, dass sie beide sie umgebracht hätten. Ellen ist erschrocken und erschüttert. Sie umarmt Isa und ruft ihren Vater, der den Tod feststellt. Die Mutter wird mit einem Leichenwagen abgeholt. Ellen fährt mit ihrem Vater zurück in die Stadt. Isa findet dabei ein wenig Ruhe, um zu weinen und fährt mit dem neuen Wagen ebenfalls zurück in die Stadt. Auf der Trauerfeier ist auch Ellen dabei. Doch als Ellen Isa ihr Beileid aussprechen will, läuft diese einfach davon. Sie gibt Ellen die Schuld am Tod ihrer Mutter, denn die Sache habe System gehabt. Es sei die Idee der Arzttochter gewesen, den Ausflug zu machen. Sie müsse es doch gewusst haben, dass die Mutter das nicht überleben werde. Weiter mutmaßt sie, dass Ellen sie wohl als Nächstes umbringen werde. Marlene ermahnt Isa, dass sie Ellen in Ruhe lassen solle.
Zur Premiere des Theaterstücks, in dem Isa eine Hauptrolle spielen soll, kommt Isas Schwester nicht. Aber Ellen besucht die Aufführung, muss aber feststellen, dass Isa nicht spielt. Der Theaterlehrer Kühn hat sie wegen Trunkenheit heimgeschickt. Ellen sucht die betrunkene Isa zu Hause auf und stellt diese wegen der Äußerungen bei der Beerdigung zur Rede. Solche Dinge könne man nicht ernst meinen. Außerdem sei sie es gewesen, die sie im Krankenhaus besuchte habe und sich also mit ihr befreunden wollte. Ellen fragt sie direkt, ob sie krank sei oder ob sie jemand gesucht habe, über den sie sich lustig machen könne. Isa entgegnet sogleich, dass sie mal ehrlich mit sich selbst sein solle, sie sei nicht ihre Freundin. Ellen suche eigentlich jemanden, der sich um sie kümmere. Der Streit ist zwar ungelöst, aber Isa und Ellen brechen auf und gehen auf eine Schulparty. Auch der Lehrer Kühn ist da. Kühn will das Verhältnis zu Isa abbrechen und erklärt ihr dies zum wiederholten Mal im Gespräch. Ellen, die sich in der Zwischenzeit stark betrunken hat, steigt ins Auto. Isa erzählt ihr, dass Kühn sie verlassen habe und animiert die Betrunkene, den auf dem Parkplatz stehenden Kühn mit dem Auto zu überfahren. Ellen rast mit dem Auto los, zieht aber kurz vor Kühn, der noch schnell einen Schritt zur Seite macht, das Lenkrad herum. Isa geht zu Kühn, spricht mit ihm, bezeichnet dabei den Vorfall nur als ein Spiel und bittet ihn, die Beziehung zu ihr nicht abzubrechen. Kühn lässt sich nicht darauf ein und heißt sie eine Verrückte. Ellen ist derweil fortgelaufen.
Am nächsten Morgen trifft Ellen Isa bei ihren Eltern an. Isa erzählt ihr, dass sie wegen Alkoholmissbrauchs, also nicht wegen Totschlags, wie zu erwarten gewesen sei, von der Schule verwiesen wurden. Isa hat außerdem ihren Eltern erzählt, dass sie beide nach Hamburg gehen wollen, um das Abitur zu machen. Ellens Eltern sind von den Hamburg-Plänen nicht begeistert. Ellen geht zu David und erzählt ihm von der Ereignissen und davon, dass in ihrer Familie Ärzte seit Generationen verbreitet seien. Sie vermutet, dass ihre Mutter ihren Vater, einen Arzt, auch deshalb unbewusst ausgesucht habe. David erklärt darauf beiläufig, dass er sie nicht heiraten wolle und zeigt Verständnis für sie. In der darauffolgenden Nacht schlafen die beiden miteinander. Am nächsten Morgen trifft sie erneut Isa, die ihr erklärt, dass sie bei ihrer Schwester ausgezogen sei. Sie spricht von der gemeinsamen Freundschaft und fragt Ellen nach einer Unterkunft zum Übernachten. Ellen verhilft ihr zu einer Übernachtungsmöglichkeit bei ihrem Vater, der vor kurzem ausgezogen ist.
Ellen wird von einer Mitschülerin angesprochen. Die Lehrerin Hagen, die den Unterricht von Kühn, der die Schule verlassen hat, übernommen hat, hätte gesagt, dass Ellen nur vorübergehend krank sei. Ellen begreift, dass Isa sie hereingelegt hat und begibt sich zu der Wohnung ihres Vaters.
Ellens Vater, der nur eine lange Hose trägt, öffnet die Tür. Er ruft Isa herbei, die nur mit einem Handtuch bekleidet ist. Diese wirft Ellen den Autoschlüssel zu und meint, dass sie Hamburg vergessen möge. Ellen stürmt fort. Der irritierte Vater ruft ihr nach, dass es nicht so sei wie sie vermute. Der Vater wendet sich zu Isa und wähnt, sie spiele ein dreckiges Spiel. Ellen steigt in den Wagen und startet den Motor. Isa tritt vor die Tür und stellt sich provozierenden Blickes auf die Straße. Ellen rast auf sie zu und fährt sie an. Der Krankenwagen wird gerufen. Die verletzte Isa wird abtransportiert. Ellens Vater spricht mit der Polizei, die davon ausgeht, dass es ein Unfall gewesen sei. Ellens Vater steigt zu seiner Tochter ins Auto und erzählt ihr dies. Ellen, die dem Krankenwagen nachblickt, erklärt ihm, dass es kein Unfall gewesen sei.

## Hintergrund
Der Film wurde von der Cologne-Film im Auftrag des WDR hergestellt. Die Dreharbeiten des Filmes begannen am 7. März 2006 und dauerten exakt einen Monat. Gedreht wurde hierbei in Köln. Der Film wurde erstmals auf dem Filmfest München am 28. Juni gezeigt. Seine Fernsehpremiere hatte der Film am 4. Juli auf der ARD. Nochmals lief der Film am 2. März auf 3sat.

## Kritik
Insbesondere die letzte Äußerung Ellens gibt keine eindeutige Antwort auf die Frage, wer wem die böse Freundin war, beziehungsweise wodurch die bösen Ereignisse ausgelöst wurden. So schrieb die Hörzu dann auch bei einer Wiederholung des Filmes: „[…] die beiden jungen Frauen [entwickeln] ein ungesundes Abhängigkeitsverhältnis. Isa hat offenbar ein Problem mit wirklicher Nähe […] Der plakative (und in die Irre führende) Titel ist überflüssig, die melodramatische Auflösung wohl auch. Ansonsten ist diese vielschichtige Geschichte einer komplizierten Freundschaft nur zu empfehlen.“ Der Film wurde von der Hörzu als „gelungen“ eingestuft und mit den Worten „[Der Film ist] in tristen Bildern gehalten, [und] vorzüglich gespielt.“ kommentiert.
Christian Buß schrieb 2007 auf Spiegel Online: „Was zwischen den beiden Halbwüchsigen passiert, wie sie ihr strategisches emotionales Bündnis pflegen, ist im Grunde genommen nur die grausam verzerrte Imitation jener Beziehungsorganisation, die sie bei den Erwachsenen wahrnehmen. […] Dass die jungen Seelen bei allen Demütigungen und Deformierungen hier nicht als Opferlämmchen erscheinen, liegt natürlich auch an den beiden grandiosen Hauptdarstellerinnen: Die immer überzeugende Anna Maria Mühe variiert denkbar physisch ihre Rolle aus der artifiziellen Selbstmord-Elegie „Was nützt die Liebe in Gedanken“, und Alice Dwyer […] gibt hier ein weiteres Mal die sanfte Mördergöre. […] Mühe und Dwyer verwandeln den Primetime-Problemfilm in ein aufwühlendes und intelligentes Stück Fernsehen: einen Psychoschocker von den Schlachtfeldern der Jugend.“